# 1945年の日本の女性史
1945年の日本の女性史（1945ねんのにほんのじょせいし）では、1945年（昭和20年）の日本における女性に関するできごとを時系列的に挙げる。参考文献は日本の女性史年表を参照のこと。
本項目は歴史研究としての女性史ではなく、日本における女性に関するできごとをある体系に基づいて述べようとするものではない。
　太平洋戦争終結以降

## 8月
- 8月15日 ポツダム宣言受諾降伏、太平洋戦争終焉。この戦争による戦争未亡人50万人以上。

終戦時、勤労動員により産業に従事していた者の内、女子挺身隊47万2573人。（鉄道員・バス運転手等の職種を含む）女子肉体労働者313万人。
- 8月17日 工場等の学徒動員生徒について文部厚生両次官名で動員解除の通牒、男子生徒には晴耕雨読の教育を、女子生徒は原則的には授業を行わず父兄の膝下に、と。
- 8月17日 ソ連軍の無差別攻撃に追い詰められた樺太の太平炭鉱病院で看護婦6人が自決。
- 8月16日 九州総監府、各県に「血の純血を保つため婦女子を逃がせ」と通報。
- 8月18日 内務省、占領軍向慰安施設設置指令、特殊慰安施設協会 (RAA:Recreation and Amusement Association) を設置。占領軍向け慰安婦を募集。東京で33ヶ所、1360人の女性が登録。ほか約20の都市でも。日本勧業銀行（当時は政府運営）、仲買業者に前払金3,000万円（現在の価値およそ70億円）を用意。
- 8月- 神奈川県で、鉄道、横浜市電、県庁、横浜市役所などで女子従業員が相次いで解雇される。
- 8月19日 神奈川県、横浜など都心部の子女に疎開するよう奨励。

浮き足立って一家を挙げて疎開する者が続出、交通機関が混乱するほどの事態に。女子従業員の大量解雇も引き金に。県警察部長談「男子勤労学徒を新たに採用するために女子は不用となるので整理したまでであり…軽挙妄動は慎しめ」（昭和20年8月19日付け「東京朝日新聞」より）。
この当時、国民にむかって諸々の指示を出すのは、国や地方の政府よりも、各地の警察組織だった。
- 8月19日 千島列島の占守島から日魯漁業の女子工員が26隻の独航船で脱出。1隻を除いて無事北海道に到着。前日上陸したソ連軍に対し、日本軍が自衛戦闘を継続中だった（占守島の戦い参照）。
- 8月20日 ソ連軍の攻撃を受けた樺太の真岡郵便局で女性電話交換手9人が青酸カリで自決（真岡郵便電信局事件）。
- 8月22日 東京都教育局、各学校に通達。中等学校動員生徒で、男子は農作業とともに、学校に復帰し授業では科学を重視、女子はしつけ教育のため家庭へ戻るようと。女子各種学校のほとんどが授業を休止。
- 8月23日 占領軍進駐を前に、内務省、"心得"を各地方庁を通じて通知、「婦女子の独り歩きは控えよ」など。
- 8月25日 戦後対策婦人委員会結成、市川房枝・山高しげり・赤松常子ら

## 9月
- 9月5日 神奈川県当局、占領軍進駐地区の女生徒の授業中止してもよい、と非常措置。占領軍兵士による暴行を恐れて。
- 9月10日 前田多門文部大臣談話。占領軍進駐地区の女学校の授業停止は許さない、占領軍に過大におびえるな、と。
- 9月12日 戦後対策婦人委員会、5項目の申し合わせ。

(1)活動的な服装としてもんぺの常用を続けよう(2)食糧増産に努めると共に調理法や食べ方によってその不足を補う努力を(3)貯蓄を続け、金を物に換えることを固く戒め、インフレを防ぎ止めよう(4)心から復員の人々の労苦を謝し、温かく迎えよう(5)進駐軍に対しては、日本婦人の誇りをもって毅然たる態度を。
- 9月12日 NHKの女子アナウンサー5名、揃って辞表を提出、復員する男子に職場を明け渡すと。
- 9月14日 石川県警察部、女性の退職を呼びかけ「…この転換期におけるかかる解雇は国家社会に影響するところ大…」（昭和20年9月14日付け「北国毎日新聞」より）。

戦時中、出征中の男性に代わって多くの女性が職場へ進出したが、終戦で男性が復員・復帰することになると、これら職場を守った女性には「食糧の増産に努めると共に婦徳を磨いてもらいたい」と退職が呼びかけられた。
- 9月14日 終戦に伴う予想される失業者実数約600万人、大阪朝日新聞が試算、女子労働者180万人の解雇により復員の男子に職場を提供することを前提として試算。
- 9月14日 米軍占領下の沖縄で婦人参政権が実現。

米軍主催で開かれた、島民生活の諸問題を討議・決定する島民会議（後の県議会に相当）で、「25歳以上の男子及び女子に同等の参加・発言権を」と島民の側から提案、米軍はこれを承認。投票年齢に達した男子の数が圧倒的に少ないことも提案の理由に。
- 9月24日 戦後対策婦人委員会、政府・両院及び各政党に対し婦人参政権など5項目の決議を提出。
- 9月- 「婦人は進駐軍に笑顔をみせるな、乳房や素足を見せるな、ウィンクに応じるな」の緊急回覧板まわる。

## 10月
- 10月1日 NHK、番組『婦人の時間』再開。
- 10月3日- 厚生省、婦人団体の結成を急ぐ。仮称「日本婦人協力会」、呼びかけ人吉岡弥生ら40名、進駐軍に対する女性の態度の検討、戦災者への救援などを当面の課題に。
- 10月8日-21日 上野高等女学校ストライキ。

生徒に作らせた農園収穫物の公正配布・戦時動員中生徒に配給された加配米・石鹸の分配状況公表・校長副校長排斥などを要求。結局は、親達の説得で登校、未解決に終わるが、これ以後、学園民主化の動きが全国に広がる。
- 10月8日 住友財閥の機構改革、住友関係の会社・銀行の女子職員全員の解雇を指示。
- 10月9日 大阪府で「主婦の会」発足、比嘉正子・岩崎歌子ら主婦15人による米よこせの風呂敷デモが契機、戦後消費者運動の始まりとなる。
- 10月11日 GHQ最高司令官マッカーサー元帥、婦人解放を含む民主5大改革指示。
- 10月16日 GHQ、花柳病（性病）の取り締まりに関する覚書
- 10月22日 東京都、性病予防規則制定。GHQの要請で売春婦の強制検診を実施するため。
- 10月25日 堺市立高等女学校（大阪）4年生100余人、服地配給の際の不正行為を理由に同盟休校。
- 10月26日 井華奔別炭鉱（北海道）ストライキに主婦も参加。賃上げ・食糧確保・待遇改善など。
- 10月26日 東京警察病院看護婦130人、配給物資をめぐる不正幹部の追放・寄宿舎の改善・賃上げ・団結権など18項目を要求してストライキ。 戦後初の医療争議。11月6日 最初の女子労働組合結成
- 10月30日 「もんぺ着用に及ばず」と京都府輸送課から京都市電当局に通告。

戦時中は防空服として、また終戦直後は進駐軍への危惧から、もんぺ着用でない女性の電車への乗車は拒否されていたが、進駐軍への危惧は今や根拠なしと、と。
- 10月30日 京都市菊浜町婦人部常会で決議、京都市婦人会への入会を婦人部全員で拒否。

京都市内の20歳以上の女性で京都市婦人会を結成し、各町内会に対してその下部組織を結成するという京都市の方針に対し、「旧日婦(大日本婦人会)は…婦人大衆の創意と自発性を蹂躙…。今や国民…の義務は民主主義の実現にあり…今回結成されんとする京都市婦人会の組織たるや…かくの如き形式的にして少数上流婦人の幹部によって運用せられんとする婦人会によって何ら打開の鍵を与えられるものにあらず。むしろ有害なるものと信ず。…」と（昭和20年10月31日付け「大阪朝日新聞」より）。

## 11月
- 11月3日 「新日本婦人同盟」結成、市川房枝ら、全国から200余名参加、婦人の参政権・政治結社参加の自由・行政機関への参加などが方針。
- 11月3日 「東京女子大学友会」結成。大学行政への参加など要求。同時期に発足の「都下学生連合会」にも参加。
- 11月6日 新日本農村婦人再出発大会(信濃毎日新聞社・長野県農業会共催)、1000人参加。食糧増産・ヤミ売り規制をめざす。
- 11月8日 婦人参政権講演会、毎日新聞社主催、山高しげり、松岡洋子、片山哲氏ら講演 。
- 11月16日 「婦人政治講座」始まる（全7回）、新日本婦人同盟主催、講師鈴木安蔵・市川房枝ら。
- 11月16日 「石川県婦人協会」結成、主食3合増配・国民学校児童の主食配給等の提案を可決。
- 11月16日 婦人参政権問題講演会、新日本婦人同盟主催、平塚らいてう・市川房枝ら。
- 11月21日 治安警察法廃止・婦人の政党加盟の自由取得。各政党に婦人部設置。
- 11月23日 「関西婦人のつどい」、GHQの要望により婦人に政治意識と政治意欲を与えるため（大阪・京都放送局主催）。
- 11月- 武蔵野母子寮長牧野修二、7人の未亡人に呼びかける文書運動おこし、励ましと団結を促す。NHKラジオ「私たちのことば」へ投書。
- 11月- 大阪の主婦、米の輸入を訴える署名運動。GHQ情報局を通じてマッカーサー元帥へ直訴。

## 12月
- 12月4日 GHQの5大改革指令に添い文部省、女子教育刷新要綱を発表、大学・専門学校の男女共学を認める。
- 12月5日 日本共産党、婦人行動綱領（案）発表、労働婦人を中心とする婦人運動を提唱。
- 12月6日 厚生省健民局、母乳の出ない母親に牛乳切符を配布、牛乳が確実に入手できるように、大都市の戦災地などで。
- 12月11日 飯田市（長野県）市立高等女学校で白紙答案行動、一教師の授業に不満と、連帯行動で試験に白紙答案を提出、250名以上参加。
- 12月17日 長野県、「貸座敷取締規則」廃止、県下の遊廓を廃業させる、大半は料理店に転業。
- 12月17日 衆議院選挙法改正、婦人参政権実現。
- 12月17日 婦選実現記念各党の政策をきく会、新日本婦人同盟など主催、2000人参加。
- 12月19日 満員電車で母親に背負われた赤ちゃん死亡、母親が過失致死罪に問われる。「母親の責任か？」と話題に。29日未満の乳児は満員電車に乗せないように、という新聞解説も。
- 12月20日 日赤中央病院看護婦争議、越冬資金・病院の旧軍人の追放と病院民主化など要求。
- 12月20日 岩手県で母子心中未遂、厳寒の北上川へ子を投げ込み、一家（母と子4人）心中しようとして助けられる。父は出征して未帰還、家族も戦災被災者。戦災保護法などで支給された手当がイカ（烏賊）一ぱいが買えるだけの金額だったことが知られた。
- 12月22日 労働組合法公布、労働組合運動での男女平等など
- 12月25日 「新日本建設小川郷村婦人聯盟」結成、三重県度会郡、国家観念の普及徹底、婦徳の修練、家庭教育の振興と生活改善など農村婦人の教育を目指す。
- 12月- 「新生活協会」設立、村上秀子ら

## この年
- この年9月現在、満州・朝鮮から日本への引き揚げを待つ日本人女子の数が10万人を超えることが判り、輸送船の増強が計画された。
- 大日本婦人会解散。
- 化粧品店などの店頭で、鍋・釜などが高値で売られる。品薄で超貴重品扱い。
- この年、女子労働者の解雇・退職の嵐が吹き荒れ、非農業の女性有業者数が525万人から231万人に激減。
- 全国人口調査、女性が男性を420万人上回る、15歳～49歳の女性は配偶対象となる男性より647万人多い。
- 東京都内で1歳未満の乳児の捨て子が増える。
- ヤミ値で、米が公定価格の132倍、砂糖267倍にまで高騰。
- この年の流行歌『リンゴの歌』（並木路子）